# Монастырь Святого Фаддея
Монастырь Святого Фаддея (Кара-Келиса) (арм. Սուրբ Թադէոս  վանք — Сурб-Тадевос-Ванк; перс. قره‌کلیسا‎) — недействующий армянский монастырь в провинции Иранa Западный Азербайджан, в районе Чалдоран (шахрестан) вблизи города Маку.
Название связано с апостолом Фаддеем, предполагаемая могила которого расположена на территории монастыря. Легенда гласит, что первая церковь при могиле святого возникла здесь в 68 году н. э. Первые сведения о монастыре датируются VII веком.
Монастырь расположен в горном районе, в 20 км от города Маку. Современное здание основного собора было сооружено в 1329 году, на месте прежнего, разрушенного землетрясением. Большинство современных сооружений монастыря относится к началу XIX века, когда он был реконструирован при содействии иранского принца Аббаса-Мирзы.
В 2008 году в список Всемирного наследия ЮНЕСКО был включён объект «Армянские монастыри в Иране», который кроме монастыря Святого Фаддея включает также монастыри Святого Стефана и Дзордзор.
Служба, проводящаяся в главной церкви монастыря один раз в год (в начале июля — в день святого Фаддея), привлекает армянских паломников со всего Ирана.

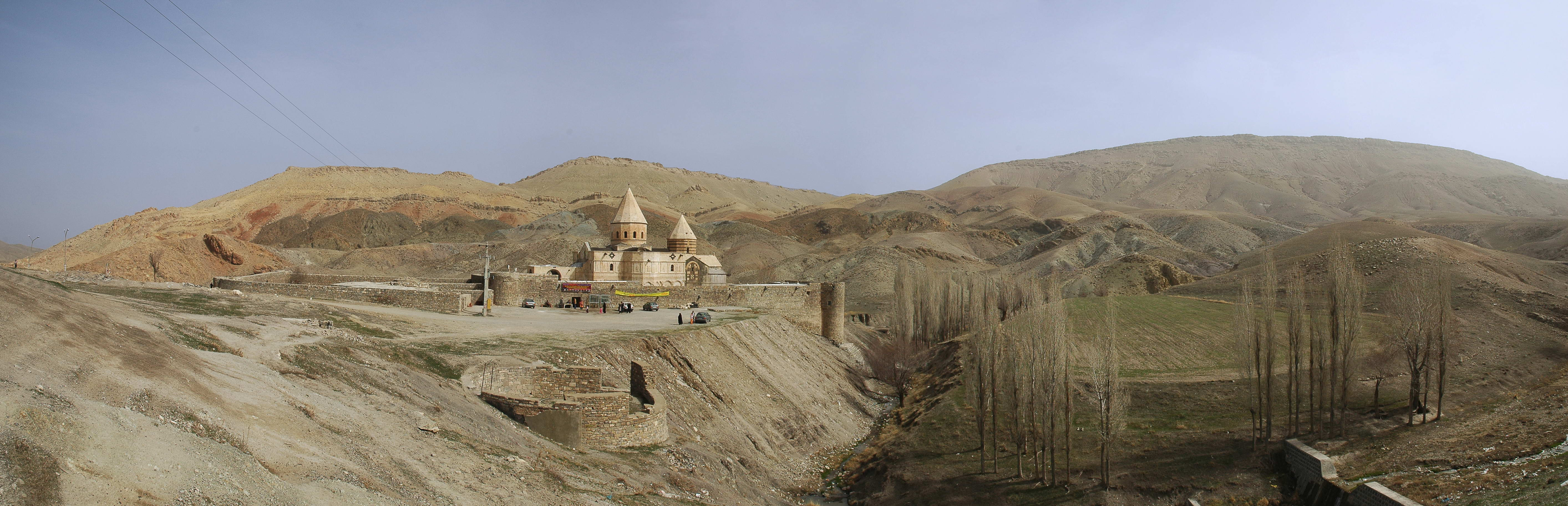

## Галерея

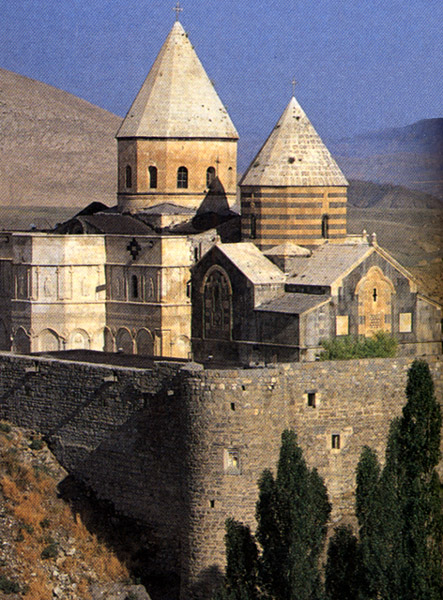
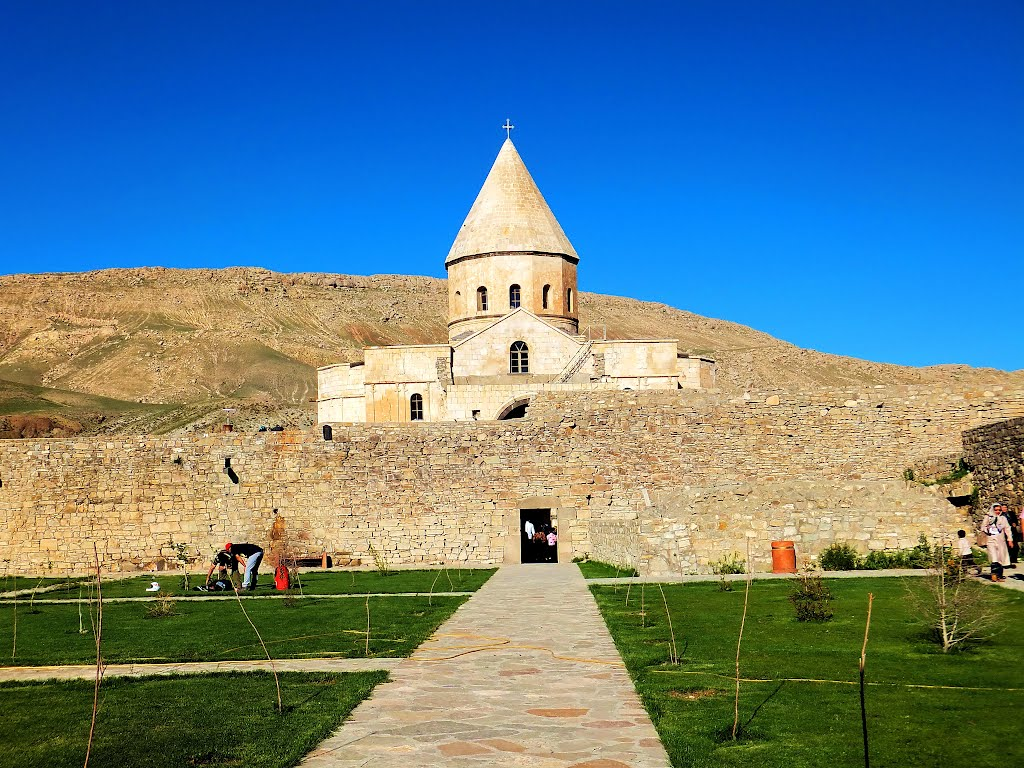
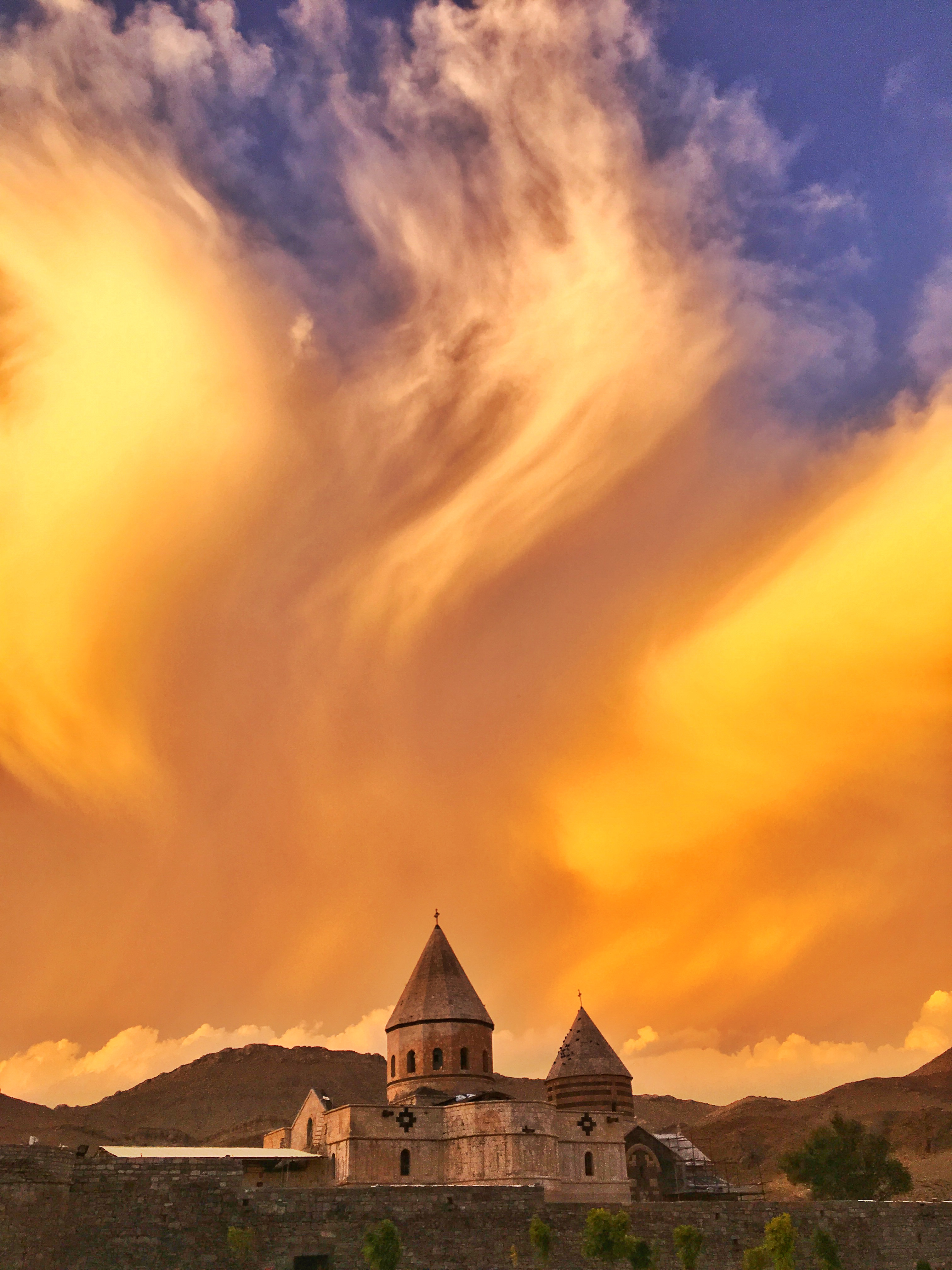
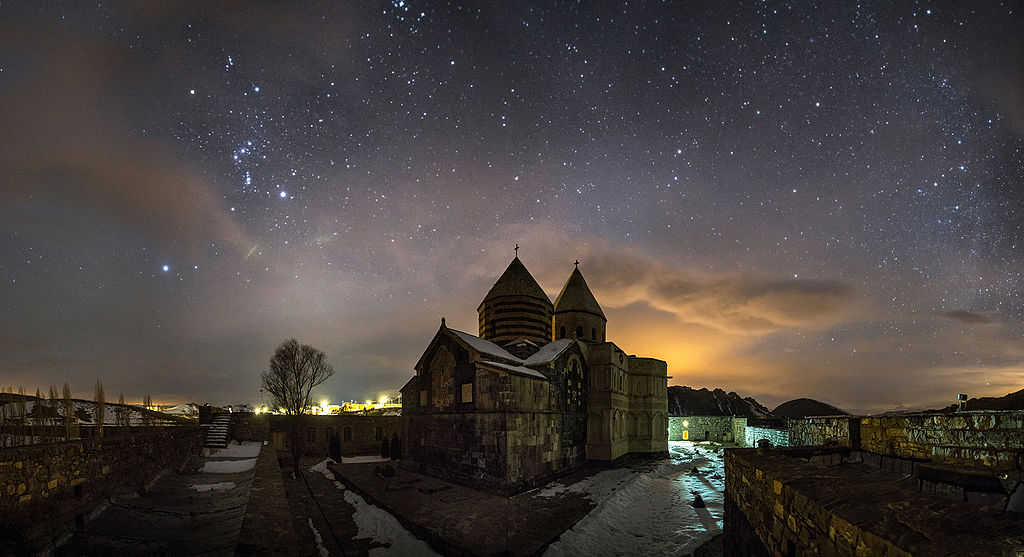
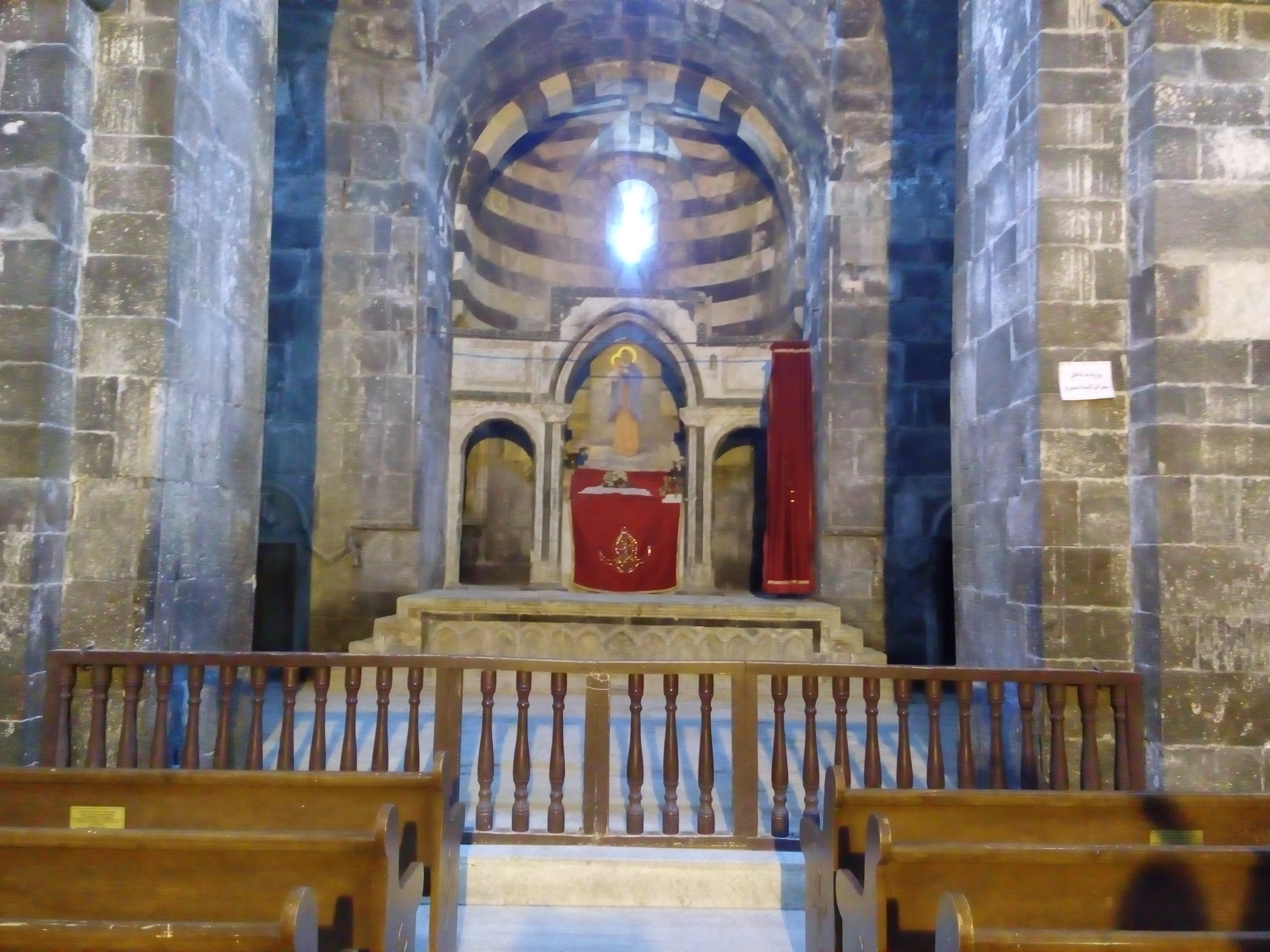
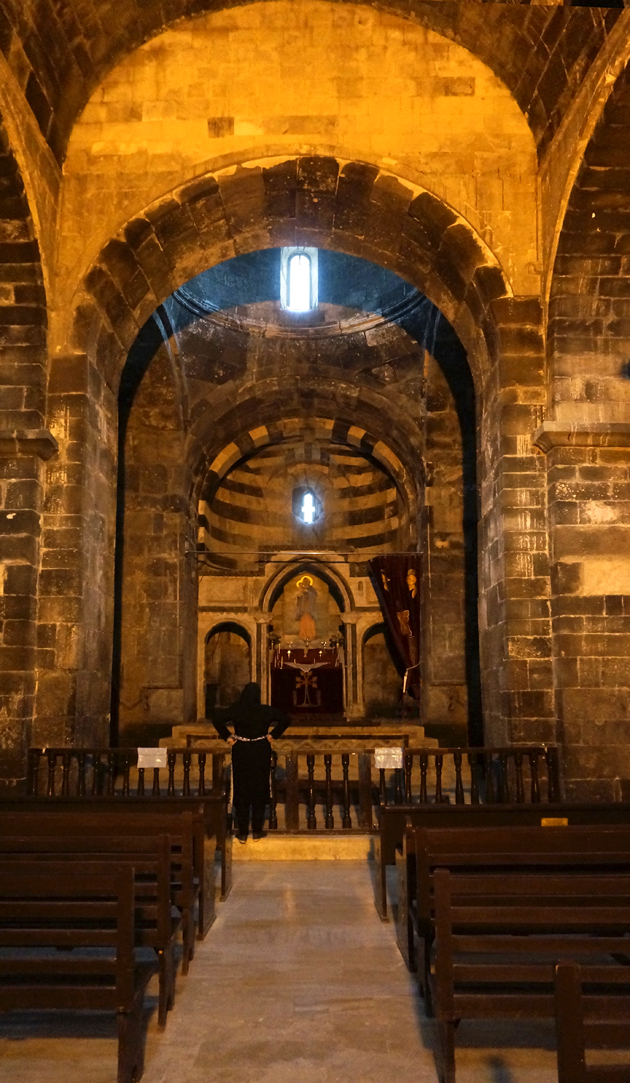
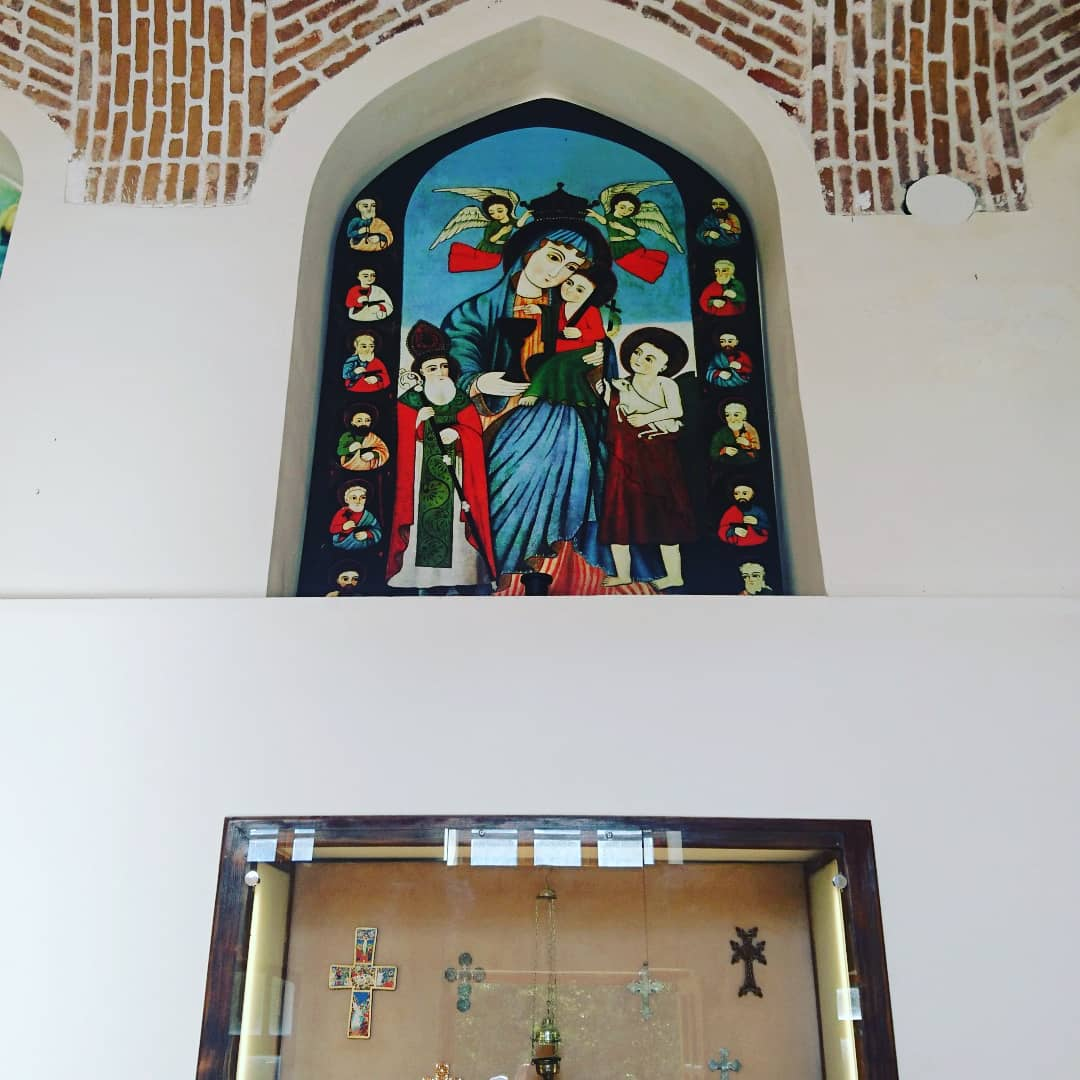
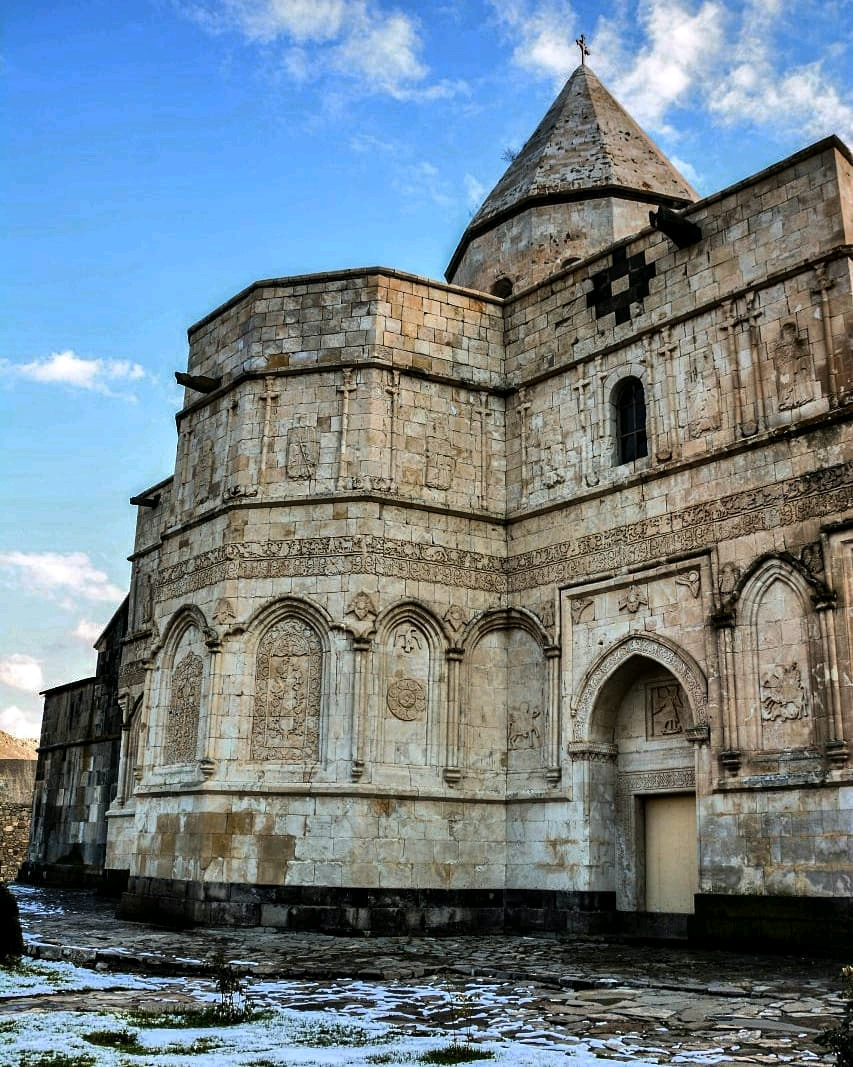
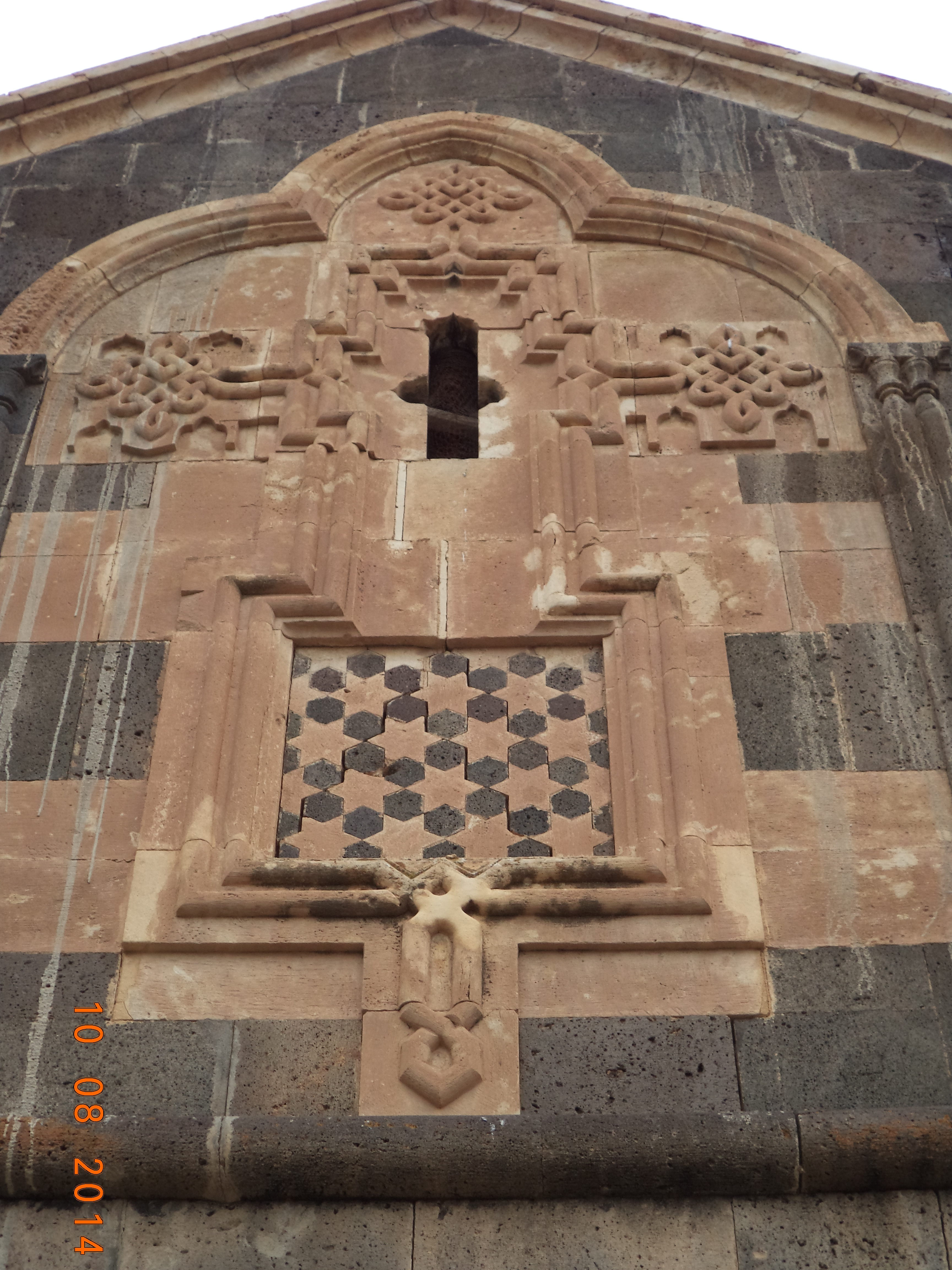
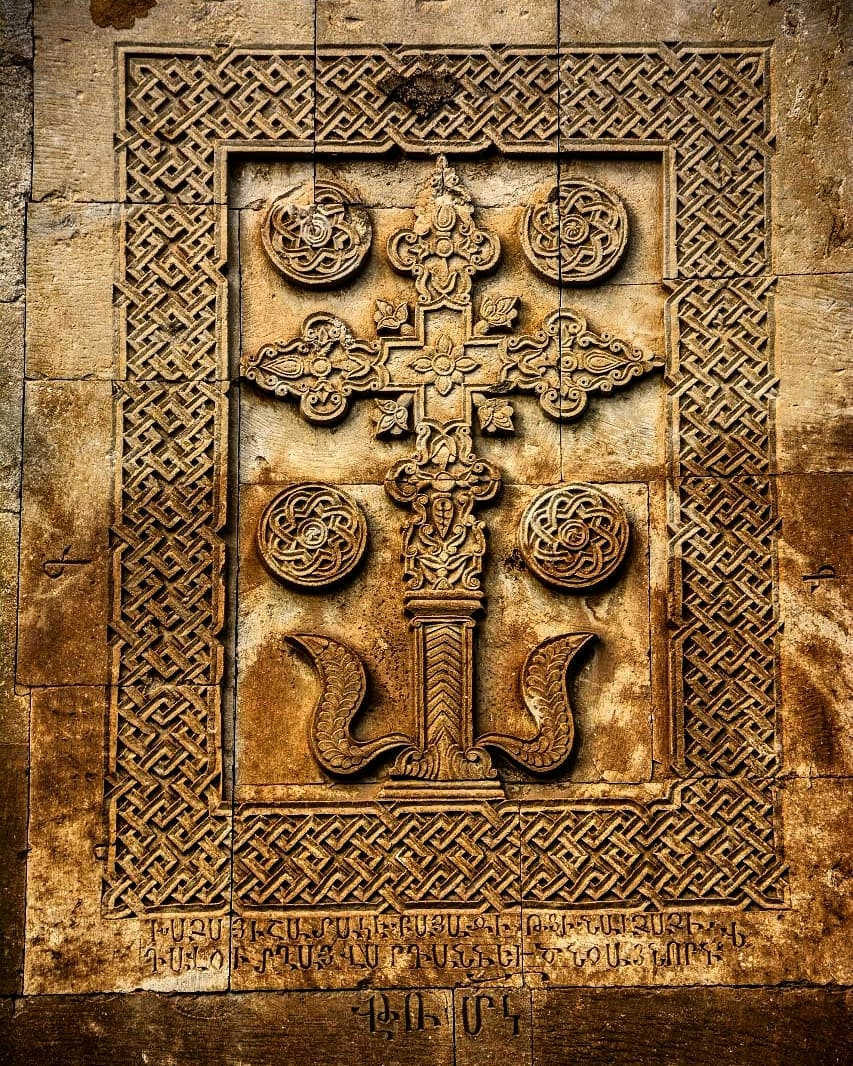
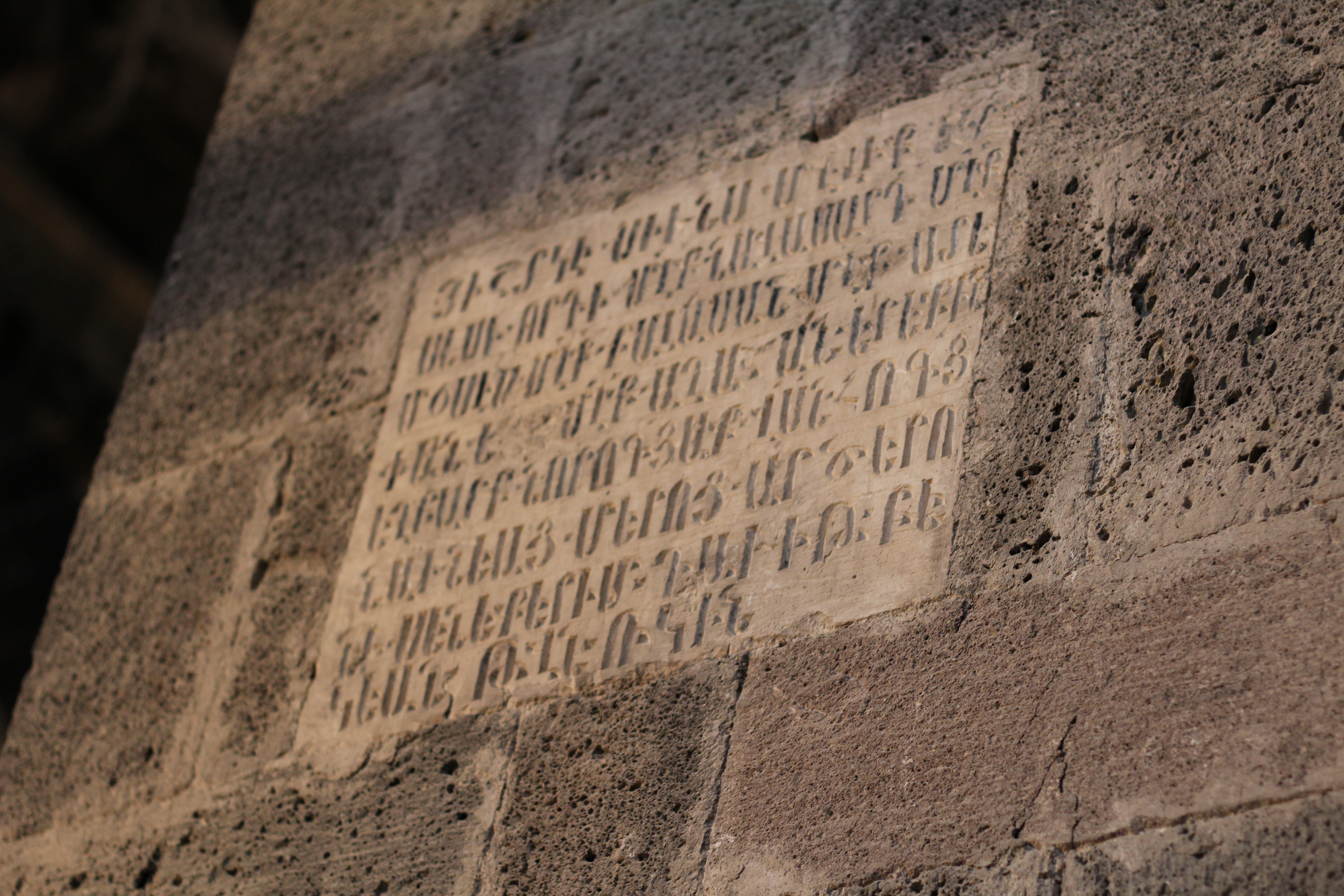